# Liste des sites Natura 2000 de la Creuse
Cet article recense les sites Natura 2000 du département de la Creuse, en France.

## Statistiques
La Creuse compte treize sites classés Natura 2000. Onze bénéficient d'un classement comme zone spéciale de conservation (ZSC), 2 comme zone de protection spéciale (ZPS).

## Liste
| Site                                                           | Type | Superficie (ha) | Fiche     | Coordonnées                      | Photo |
| -------------------------------------------------------------- | ---- | --------------- | --------- | -------------------------------- | ----- |
| Bassin de Gouzon                                               | ZSC  | +00740,         | FR7401124 | 46° 10′ 47″ nord, 2° 18′ 50″ est |       |
| Forêt d'Épagne                                                 | ZSC  | +00439,         | FR7401149 | 45° 55′ 49″ nord, 1° 36′ 33″ est |       |
| Gorges de la Grande Creuse                                     | ZSC  | +00570,         | FR7401130 | 46° 16′ 58″ nord, 1° 49′ 48″ est |       |
| Gorges de la Tardes et vallée du Cher                          | ZSC  | +01 234,        | FR7401131 | 46° 12′ 15″ nord, 2° 30′ 05″ est |       |
| Haute vallée de la Vienne                                      | ZSC  | +01 318,        | FR7401148 | 45° 45′ 28″ nord, 1° 40′ 10″ est |       |
| Landes et zones humides autour du lac de Vassivière            | ZSC  | +00798,         | FR7401145 | 45° 48′ 37″ nord, 1° 54′ 31″ est |       |
| Tourbière de l'étang du Bourdeau                               | ZSC  | +00039,         | FR7401125 | 45° 55′ 28″ nord, 1° 49′ 55″ est |       |
| Vallée de la Creuse                                            | ZSC  | +00490,         | FR7401129 | 46° 23′ 01″ nord, 1° 38′ 23″ est |       |
| Vallée de la Gartempe sur l'ensemble de son cours et affluents | ZSC  | +03 560,        | FR7401147 | 46° 07′ 39″ nord, 1° 15′ 21″ est |       |
| Vallée de la Gioune                                            | ZSC  | +00975,         | FR7401128 | 45° 46′ 16″ nord, 2° 07′ 15″ est |       |
| Vallée du Taurion et affluents                                 | ZSC  | +05 000,        | FR7401146 | 45° 59′ 51″ nord, 1° 47′ 38″ est |       |
| Étang des Landes                                               | ZPS  | +00740,         | FR7412002 | 46° 10′ 47″ nord, 2° 18′ 50″ est |       |
| Plateau de Millevaches                                         | ZPS  | +65 974,        | FR7412003 | 45° 42′ 50″ nord, 1° 59′ 20″ est |       |